# Gryon atrocoxale
Gryon atrocoxale är en stekelart som först beskrevs av William Harris Ashmead 1896.  Gryon atrocoxale ingår i släktet Gryon och familjen Scelionidae. Inga underarter finns listade i Catalogue of Life.